# Hino do Clube de Regatas do Flamengo
Existem dois hinos do Clube de Regatas do Flamengo, sendo um oficial, composto em 1932 por Paulo Magalhães, goleiro do time reserva de futebol, e registrado na capa da partitura como Hymno Rubro-Negro, e um não-oficial — intitulado Marcha do Flamengo, composto por Lamartine Babo e registrado em 1950 — mais conhecido e que, na prática, acabou se tornando o hino do clube.

## Hymno Rubro-Negro
O Hymno Rubro-Negro foi composto por Paulo Magalhães, goleiro do time reserva de futebol, em 1919. Ele foi cantado pela primeira vez no aniversário de 25 anos do clube, em 1920, no Estádio da Rua Paysandu, na partida entre Flamengo e Palmeiras de São Cristóvão (1–1), válida pela 15.ª rodada do Campeonato Carioca. Paulo o executou ao piano acompanhado por um coro ensaiado pela esposa do autor do primeiro gol da história do Flamengo, Gustavo Carvalho. Fez muito sucesso na época, inclusive em bailes carnavalescos.
O Hymno Rubro-Negro foi adotado, oficialmente, pela assembleia geral flamenguista, em 21 de abril de 1921. Teve sua primeira gravação oficial na voz do cantor Castro Barbosa, sendo registrado, em 1937, no Instituto Nacional de Música (atual Escola de Música da Universidade Federal do Rio de Janeiro).

## Marcha do Flamengo
A Marcha do Flamengo, atualmente considerado o hino popular do clube, foi composto pelo autor de marchinhas carnavalescas, Lamartine Babo, em 1945, gravado por Gilberto Alves, e registrado oficialmente em 1950.
Tamanho o sucesso desta marchinha fez Heber de Boscoli, que fazia o programa "Trem da Alegria", propor o desafio de Lamartine compor um hino por semana para os outros clubes de futebol do Rio de Janeiro. O resultado é que no final da década de 1940 todos os 11 times que disputavam o Campeonato Carioca já tinham os seus hinos.
Desde que veio a público, a marchinha tornou-se, na prática, o hino do clube. Gravado também com os nomes de Hino do Flamengo, pelo cantor Gilberto Alves, e Sempre Flamengo, pelo conjunto "Quatro Ases e Um Coringa", é até hoje o mais cantado e conhecido pela torcida. Curiosamente é um dos únicos hinos que menciona um rival (mesmo que de forma indireta), neste caso o rival em questão é o Fluminense, sendo mencionado no trecho "Mais cotado no Fla-Flu, é o ai, Jesus".